# 若夫季布里德
50°17′1″N 28°6′23″E / 50.28361°N 28.10639°E
若夫季布里德（烏克蘭語：Жовтий Брід），是烏克蘭北部的村莊，隸屬日托米爾州的日托米爾區。該村始建於1620年，面積64.5平方公里，海拔高度229米，2001年人口167。